# Šamši-ilu
Šamši-ilu (auch Schamschi-ilu, Schainschi-ilu, Šainši-ilu) etwa 800 bis 750 v. Chr. war ein assyrischer General und der Statthalter der assyrischen Provinz Bit Adini. Er verwaltete die westlichen Teile von Aram Nahrin (Nordsyrien).
Die Torlöwen des Nordosttores von Til Barsip tragen den Namen von Šamši-ilu, mit den Titeln turtān (Zweiter nach dem König) und nagiru rabu (oberster Herold), Verwalter der Tempel (šatam errati) und Oberbefehlshaber des Heeres (rab ummāni rapši). Er war außerdem Statthalter von Hatti, Guti und des gesamten Landes von Narmar. Er rühmt sich auch der Unterwerfung von Urartu. Der Name des Königs taucht nirgendwo in der Inschrift auf, was extrem ungewöhnlich ist und auf eine Schwächeperiode der Zentralregierung hindeutet. Auch die Maraş-Stele erwähnt Šamši-ilu.
Šamši-ilu war in den Jahren 780 v. Chr. unter Šulmanu-ašared IV., 770 v. Chr. unter Aššur-dan III. und 752 v. Chr., unter Aššur-nirari V. Eponymenbeamter, hatte also für mindestens 29 Jahre eine hervorragende Stellung inne. Taşyürek beschreibt ihn als „nahezu ein König im Westen“.
Tukulti-apil-Ešarra III., der 746 v. Chr. an die Herrschaft kam, scheint die Macht der Statthalter beschnitten zu haben und verkleinerte die Provinzen. Zu seiner Zeit, in den Jahren vor 743 v. Chr., wurde vermutlich auch die Verwaltung von Bit Adini und Harran getrennt. Das Schicksal von Šamši-ilu ist unbekannt, er wird nach dem Regierungsantritt von Tukulti-apil-Ešarra III. nicht mehr erwähnt. Šamši-ilus Name wurde aus einer Inschrift in Til Barsip getilgt, vermutlich wegen seiner im Jahr 746 v. Chr. erfolgten Beteiligung am Kalḫu-Aufstand.
Nach einer Theorie Garellis ist Šamši-ilu identisch mit Bar Ga'yah, dem aramäischen König von kita/i/uka (Til Barsip), der drei Stelen errichtete, die Verträge mit Arpad enthalten, vielleicht als Stellvertreter des assyrischen Königs.